# Parlamento do Irã
O Parlamento do Irã (em pársi, مجلس) representa o corpo legislativo iraniano Os locais o chamam Majlis, palavra de origem árabe para "parlamento".

## Histórico
O Majlis foi a câmara baixa da legislatura iraniana de 1906 a 1979, quando o sistema era bicameral. Após a Revolução Islâmica, o senado foi extinto e o Majlis tornou-se o único corpo legislativo, sob o nome de Assembleia Consultiva Islâmica (em pársi, مجلس شورای اسلام , translit. Majles-e Shora-ye Eslami). Anteriormente composto de 270 deputados, desde as eleições de 18 de fevereiro de 2000, conta com 290 parlamentares.

## Estrutura

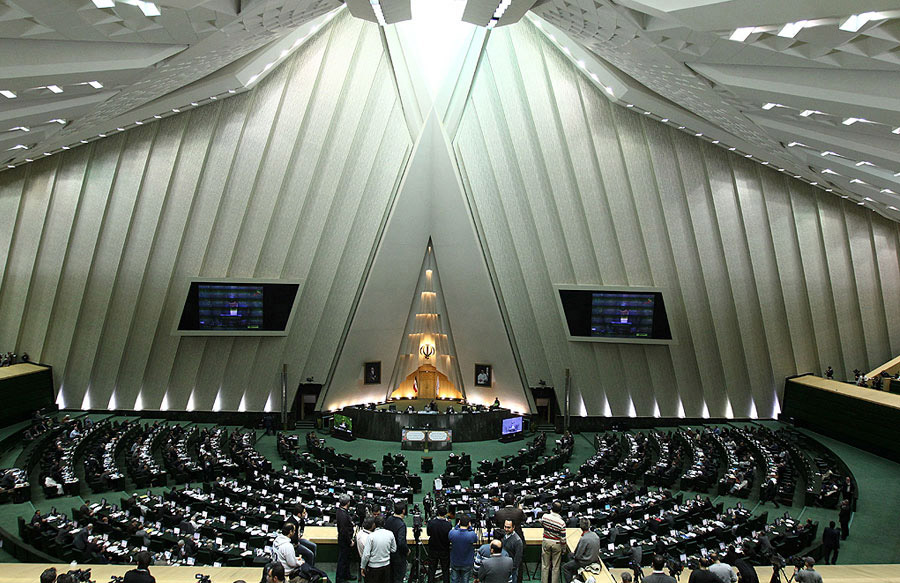
Interior do parlamento.

Os 290 deputados do parlamento unicameral iraniano são eleitos por quatro anos através de sufrágio universal direto.
Cinco cadeiras são reservadas para as representações das minorias confessionais reconhecidas pelo regime: zoroastrianos, judeus e cristãos (dois assentos para armênios e um para assírios).
Como normalmente ocorre no sistema parlamentarista, o Majlis dispõe do poder de votar as leis, aprovar ou propor a destituição do Presidente da República: se 1/3 dos deputados decidir pedir quaisquer esclarecimentos ao Presidente, este é obrigado a se explicar diante da Assembleia no prazo de 30 dias. Se 2/3 dos deputados lhe recusarem o voto de confiança, o Guia da Revolução é informado e eventualmente pode tomar a decisão de destituí-lo.
Todavia o poder legislativo se exerce sob a supervisão do Conselho dos Guardiães e do Conselho de discernimento do interesse superior do regime, o qual pode outorgar-se poderes legislativos em circunstâncias excepcionais.